# Rhipidarctia cornelia
Rhipidarctia cornelia là một loài bướm đêm thuộc phân họ Arctiinae, họ Erebidae.